# Metachrostis mala
Metachrostis mala là một loài bướm đêm trong họ Erebidae.